# Lista de premiados na Mostra de Cinema de Gostoso
Esta é uma lista de filmes que ganharam prêmios na Mostra de Cinema de Gostoso.

## 2013[1]
- Melhor Longa-Metragem (Júri Popular) – Uma História de Amor e Fúria, de Luiz Bolognesi
- Melhor Curta-Metragem (Júri Popular) – A Navalha do Avô, de Pedro Jorge
- Menção Honrosa de Longa Metragem – Com Vandalismo, do Coletivo Nigéria
- Menção Honrosa de Curta-Metragem – Mamucaba, de Anderson Legal

## 2014[2]
- Melhor Longa-Metragem (Júri Popular) – Hoje Eu Quero Voltar Sozinho, de Daniel Ribeiro
- Melhor Curta-Metragem (Júri Popular) – Abraço de Maré, de Victor Ciríaco e O Menino do Dente de Ouro, de Rodrigo Sena
- Menção Honrosa – Dominguinhos, de Joaquim Castro, Eduardo Nazarian e Mariana Aydar

## 2015[3]
- Melhor Longa-Metragem (Júri Popular) – A Família Dionti, de Alan Minas
- Melhor Curta-Metragem (Júri Popular) – Sêo Inácio, de Helio Ronyvon
- Menção Honrosa – Campo Grande, de Sandra Kogut
- Prêmio Laces (melhor curta-metragem do coletivo Nós do Audiovisual) – À Procura do Sol, de Rozangela Modesto

## 2017[4]
- Melhor Longa-Metragem (Júri Popular) – Escolas em Luta, de Eduardo Consonni, Rodrigo T. Marques, Tiago Tambelli
- Melhor Curta-Metragem (Júri Popular) – No Fim de Tudo, de Victor Ciríaco
- Menção Honrosa – Gabriel e a Montanha, de Fellipe Barbosa
- Prêmio Mistika de Finalização – Leningrado, Linha 41, de Dênia Cruz

## 2018[5]
- Melhor Longa-Metragem (Troféu Luís da Câmara Cascudo)  – Meu Nome é Daniel, de Daniel Gonçalves
- Melhor Curta-Metragem (Troféu Luís da Câmara Cascudo)  – Guaxúma, de Nara Normande
- Menção Honrosa – Sócrates, de Alex Moratto
- Melhor Longa-Metragem (Prêmio da Imprensa) – Inferninho, de Guto Parente e Pedro Diógenes
- Melhor Curta-Metragem (Prêmio da Imprensa) – Catadora de Gente, de Mirela Kruel
- Prêmio Laces (melhor curta-metragem do coletivo Nós do Audiovisual) – Filho de Peixe, de Igor Ribeiro
- Prêmio Elo Company de Distribuição – Teoria Sobre um Planeta Estranho, de Marco Antônio Pereira
- Prêmio Mistika de Distribuição – P's, de Lourival Andrade

## 2019[6]
- Melhor Longa-Metragem (Troféu Luís da Câmara Cascudo) – Pacarrete, de Allan Deberton
- Melhor Curta-Metragem (Troféu Luís da Câmara Cascudo) – A Parteira, de Catarina Doolan
- Menção Honrosa – Fendas, de Carlos Segundo
- Melhor Longa-Metragem (Prêmio da Imprensa) – Pacarrete, de Allan Deberton
- Melhor Curta-Metragem (Prêmio da Imprensa) – Sete Anos em Maio, de Affonso Uchôa
- Prêmio Laces (melhor curta-metragem do coletivo Nós do Audiovisual) – Júlia Porrada, de Igor Ribeiro
- Prêmio Elo Company de Distribuição – Em Reforma, de Diana Coelho
- Prêmio Mistika de Finalização – Quebramar, de Cris Lyra
- Prêmio Videoshack de Acessibilidade – Plano Controle, de Juliana Antunes